# Berta Luisi
Berta Luisi (Montevideo, 22 de junio de 1924-Montevideo, 2008) fue una poeta y pintora uruguaya que formó parte del Taller Torres García. Participó en al menos 15 exposiciones colectivas en varios países de América Latina y Estados Unidos. Sus obras se encuentran en colecciones privadas en Argentina, España, Italia, Alemania, Suecia y Estados Unidos.
En 2022, el Museo Gurvich realizó una retrospectiva para destacar su trayectoria, curada por María Eugenia Méndez. La muestra se llamó "No son molinos: entre poética y estética".  

## Biografía
Nació y se crio en el barrio de Pocitos. Era sobrina de Paulina Luisi, Clotide Luisi y Luisa Luisi. Ingresó en 1945 al Taller Torres García y estuvo hasta 1964, excepto de 1950 a 1951, cuando se fue a Italia. Su estilo sigue la línea del Taller Torres García.
Fue profesora de dibujo y pintura en el Liceo José Pedro Varela.